# Natale in Austria

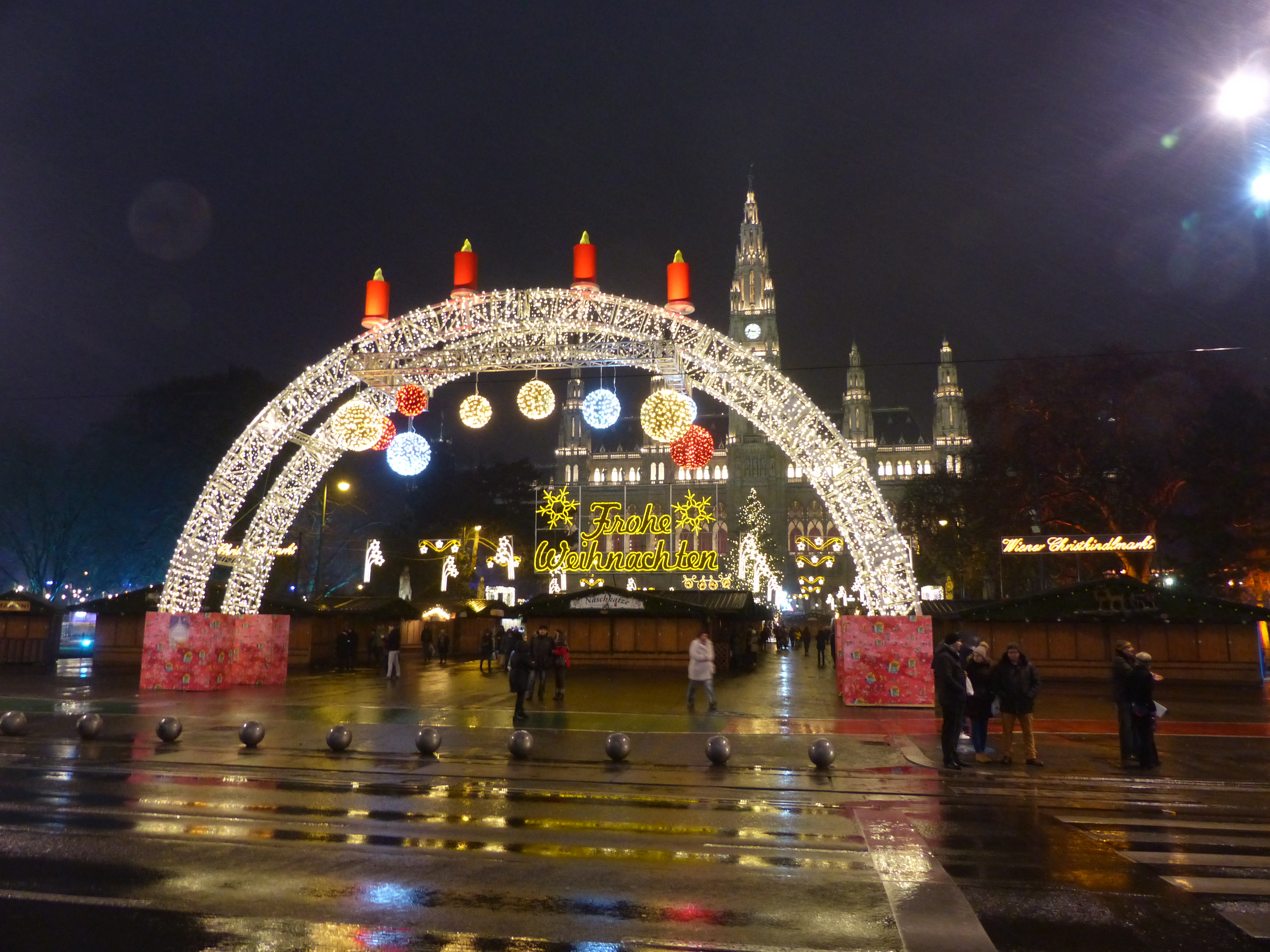
Il mercatino natalizio di fronte al municipio di Vienna

Questa voce illustra le principali tradizioni natalizie dell'Austria, oltre agli aspetti storici e socio-economici della festa in questo Paese.

## Informazioni generali
Nelle tradizioni natalizi dell'Austria, si trovano delle similitudini con quelle della Germania, ma si riscontrano anche peuculiarità comuni alle vicine aree alpine.

## Formule d'augurio

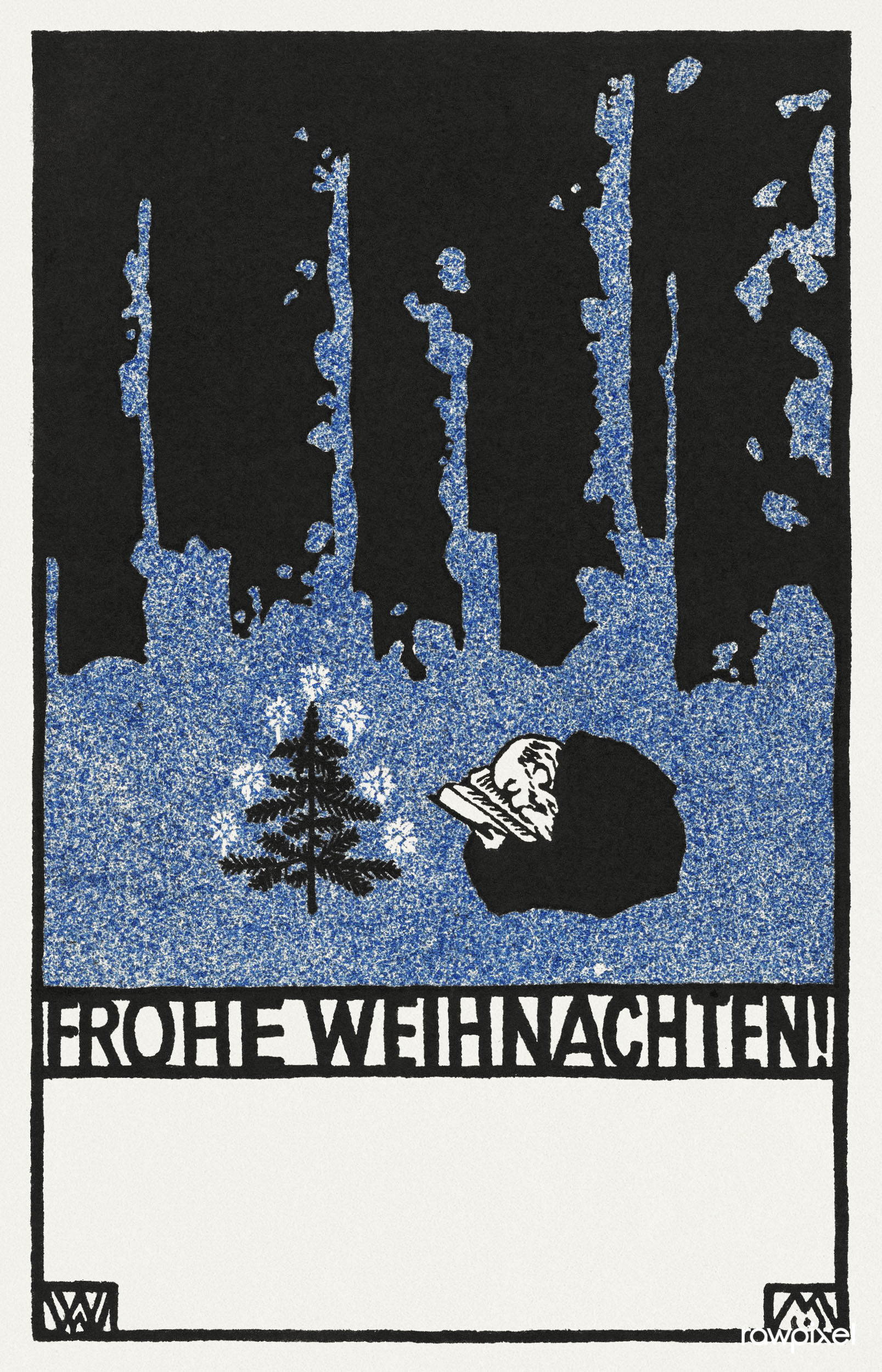
Auguri di "Buon Natale" in una cartolina natalizia realizzata nel 1907 dell'illustratore austriaco Moritz Jung

Essendo la lingua ufficiale dell'Austria il tedesco, le formule d'augurio più comuni sono Frohe Weihnachten! o Fröhliche Weihnachten!

## Tradizioni popolari

### La tradizione del presepe in Austria

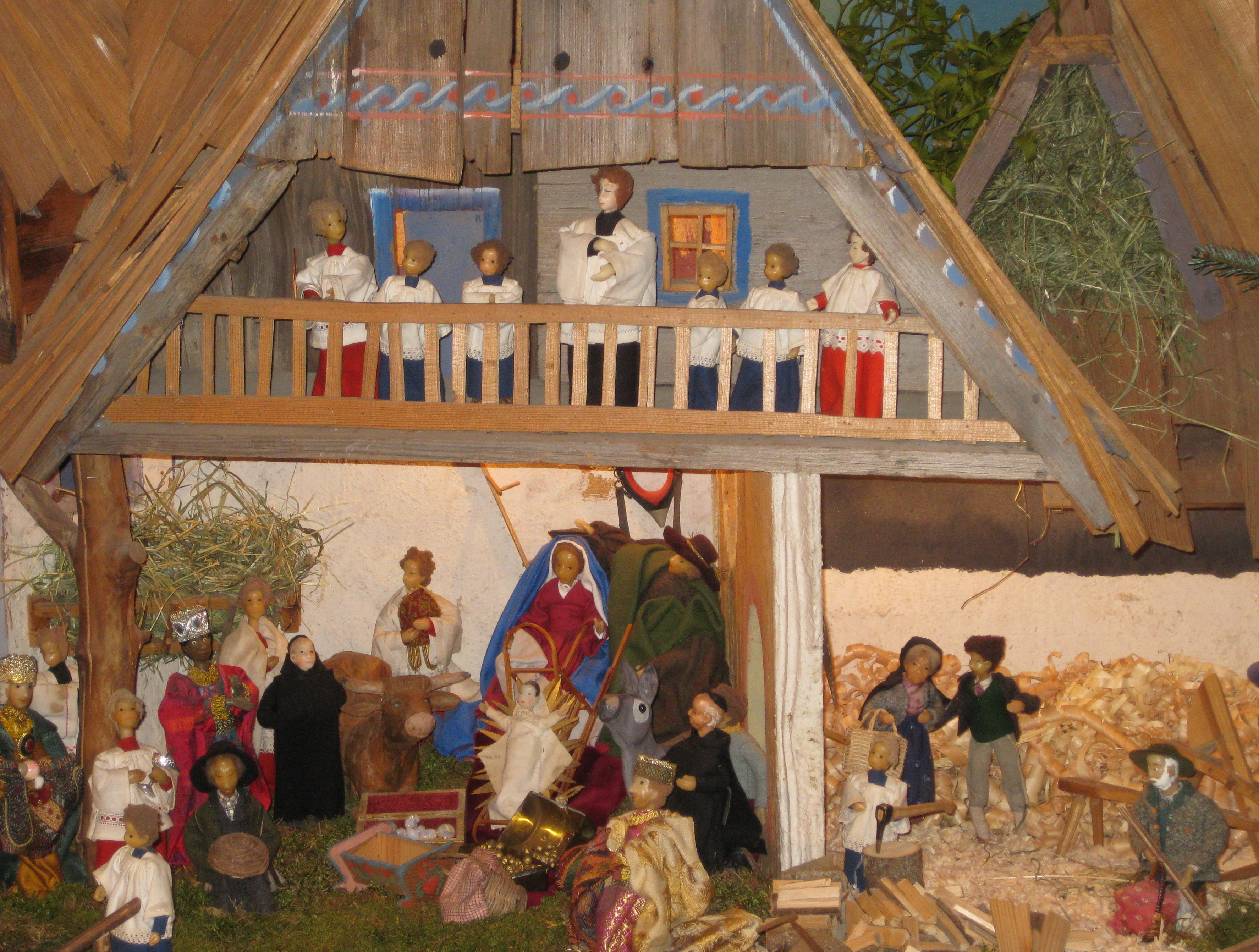
Presepe nell'abbazia di Seckau, in Stiria

In Austria, la tradizione di allestire per Natate un presepe (in tedesco:  Weihnachtskrippe, Christkrippe o semplicemente Krippe) venne introdotta dall'Italia a partire dal XVI secolo. L'usanza era inizialmente praticata nelle chiese francescane e gesuite.
Il primo presepe documentato del Paese venne allestito nel 1609 a Innsbruck.
In seguito, la tradizione si diffuse gradualmente in tutto il Paese e nel XVIII secolo si iniziarono ad avere delle differenziazioni di carattere regionale nell'usanza.
Nel periodo barocco, si ebbero delle creazioni presepistiche sempre più sfarzose.
Nel 1782, il futuro imperatore Giuseppe II proibì alle chiese di allestire presepi in pubblico. La tradizione si diffuse così in seguito in ambito casalingo, dove gli artigiani iniziarono a creare dei presepi paesaggistici; nonostante il divieto, si hanno notizie di un presepe in una chiesa di Vienna nel 1787.
Inoltre, a partire dagli anni ottanta del XVIII secolo, si diffuse la tradizione di allestire un presepe all'ingresso dei mercatini natalizi, tanto che nel quartiere di Graben, a Vienna, veniva allestito un Krippenmarkt. A partire dagli anni venti del XIX secolo, il presepe fu soppiantato in questa sua funzione dall'albero di Natale: lo stesso Krippenmarkt di Graben venne sostituito dal Christmarkt nel 1827.
La tradizione del presepe è largamente diffusa in varie vallate del Tirolo, specie nell'Alpbachtal nell'Außerfern, nei villaggi vicino a Innsbruck e nel Pitztal.
Nel Salisburghese, vengono effettuate delle visite sotto la guida del "Kripperlroas" ai presepi del mercatino di Salisburgo e della Salzburger Heimaatwerk.

### La tradizione dell'albero di Natale in Austria

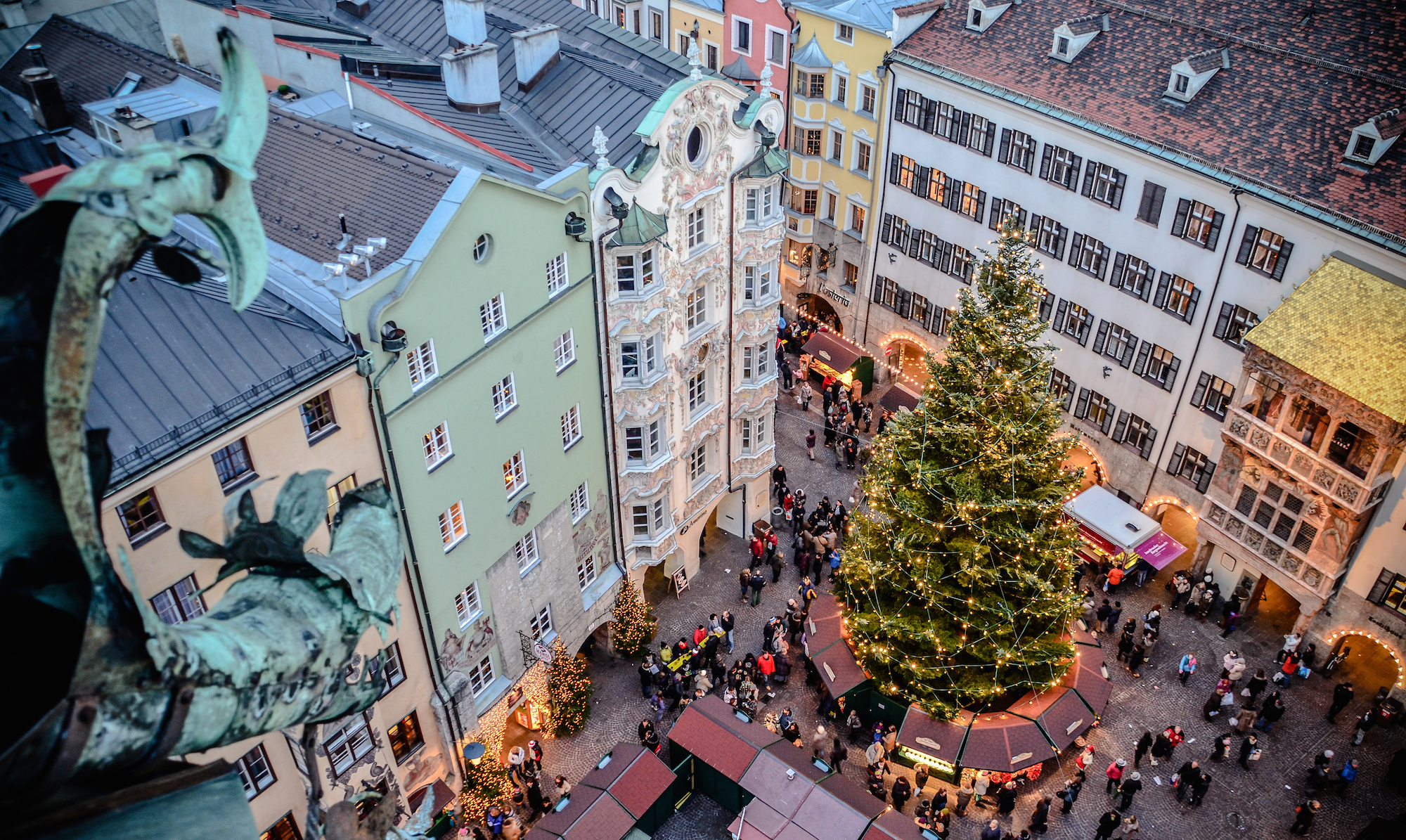
Albero di Natale di fronte al Goldenes Dachl, a Innsbruck

La prime attestazioni della tradizione di allestire un albero di Natale in Austria si ebbero nel 1813 a Graz, dove l'usanza fu allestita da immigrati o rifugiati tedeschi che fuggivano dalla guerra.
A Vienna, la tradizione dell'albero di Natale è menzionata per la prima volta il 25 dicembre 1814: l'albero venne allestito al nr. 1 di Hoher Markt, nella casa del barone e banchiere Nathan von Arnstein e della moglie Fanny, originaria di Berlino, che aveva importato questa tradizione dal Nord Europa.  A riportare la tradizione fu un funzionario della polizia, che figurava tra gli invitati alla festa, menzionata come "Christbaumfest nach Berliner Sitte", ovvero "la festa dell'albero di Natale secondo l'usanza berlinese".
Due anni dopo, la tradizione è attestata anche nella casa dell'arciduca Carlo.
A partire poi dal 1828, iniziò a diffondersi anche la vendita di alberi di Natale nei mercatini natalizi viennesi e nella metà degli anni cinquanta del XIX secolo la tradizione era già molto diffusa tra la popolazione della capitale austriaca.
In molte famiglie austriache, l'albero di Natale rimane fino al giorno della Candelora (2 febbraio).

### Personaggi del folklore

#### Portatori di doni
Popolare portatore di doni in Austria, oltre al moderno Babbo Natale/Santa Claus, è il Christkind, che si presenta come un bambino dai capelli dorate e che simboleggia la figura di Gesù Bambino. È credenza popolare presso alcuni bambini che sia lo stesso Christkind a decorare l'albero di Natale.
Nel periodo dell'Avvento, è inoltre diffusa la tradizione di San Nicola, che si presenta in compagnia di personaggi demoniaci.
In Carinzia, nella notte tra il 5 e il 6 gennaio, fa la propria comparsa la Pechtra (o Pehtra) Baba, raffigurata come una vecchietta vestita di nero che nasconde il proprio viso con una pezza di stoffa e che, secondo la tradizione, gira di casa i casa, distribuendo frutta e dolciumi ai bambini.

#### Krampus

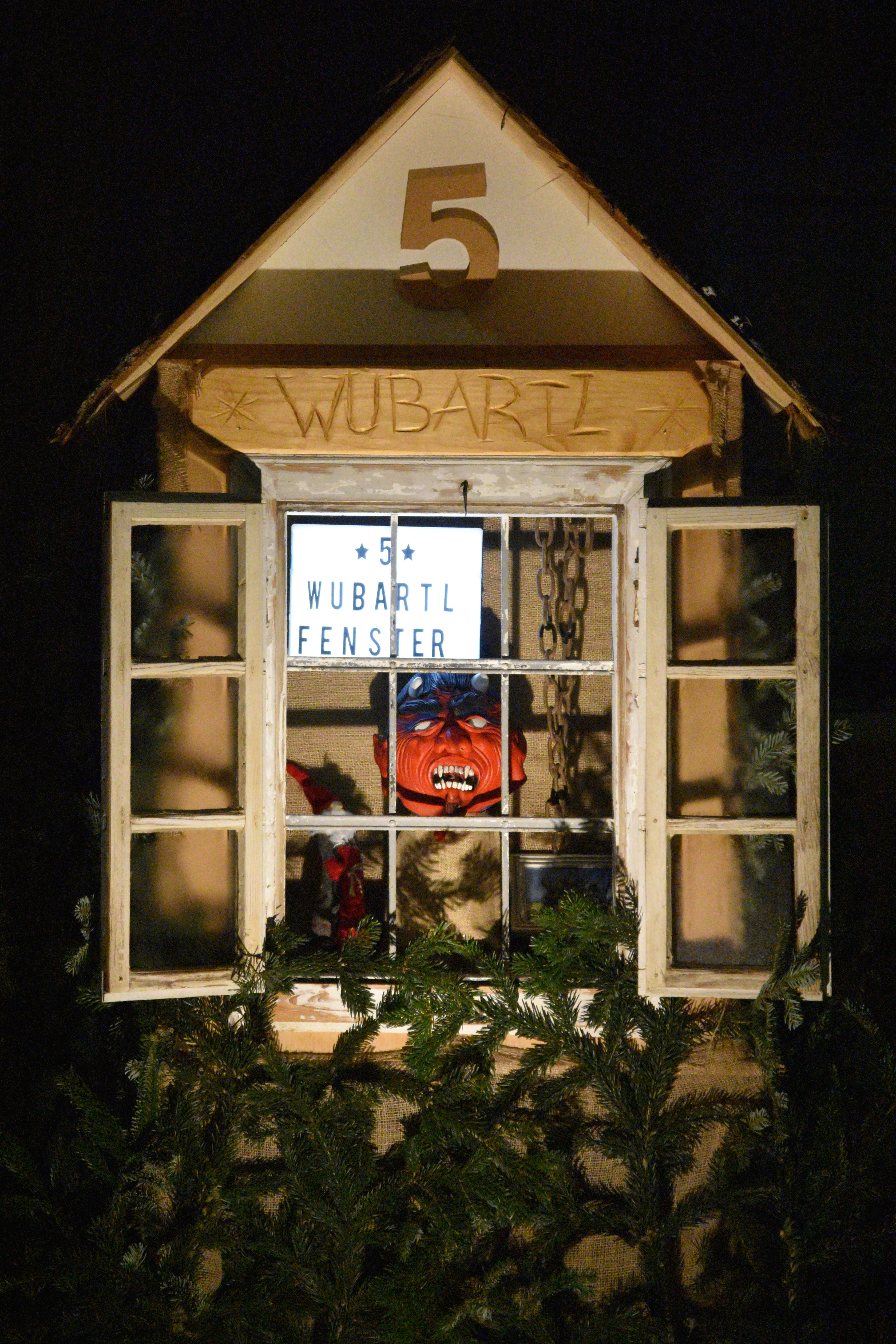
Un Krampus raffigurato in una finestra di un calendario dell'Avvento in Stiria

In Austria meridionale (come in Tirolo e nel Salisburghese), è diffusa la tradizione dei Krampus, personaggi demoniaci vestiti in pelliccia e muniti di frusta che accompagnano San Nicola e che hanno il compito di spaventare i bambini.

#### Perchten
In alcune zone dell'Austria, è inoltre la tradizione delle Perchten (singolare: Perchta), altre figure dall'aspetto demoniaco, che girano in pelliccia e con corna e che hanno il compito di scacciare gli spiriti dell'inverno e di invocare un inverno mite.
Il corteo delle Perchten viene chiamato Perchtenlauf. Il nome di queste figure deriva da quello di una figura chiamata Frau Berchta.
A Stuhlfelden, nel Pinzgau (Salisburghese) il compito di rappresentare le Perchten buone è affidato ai danzatori Tresterer.

### La tradizione dei mercatini natalizi in Austria

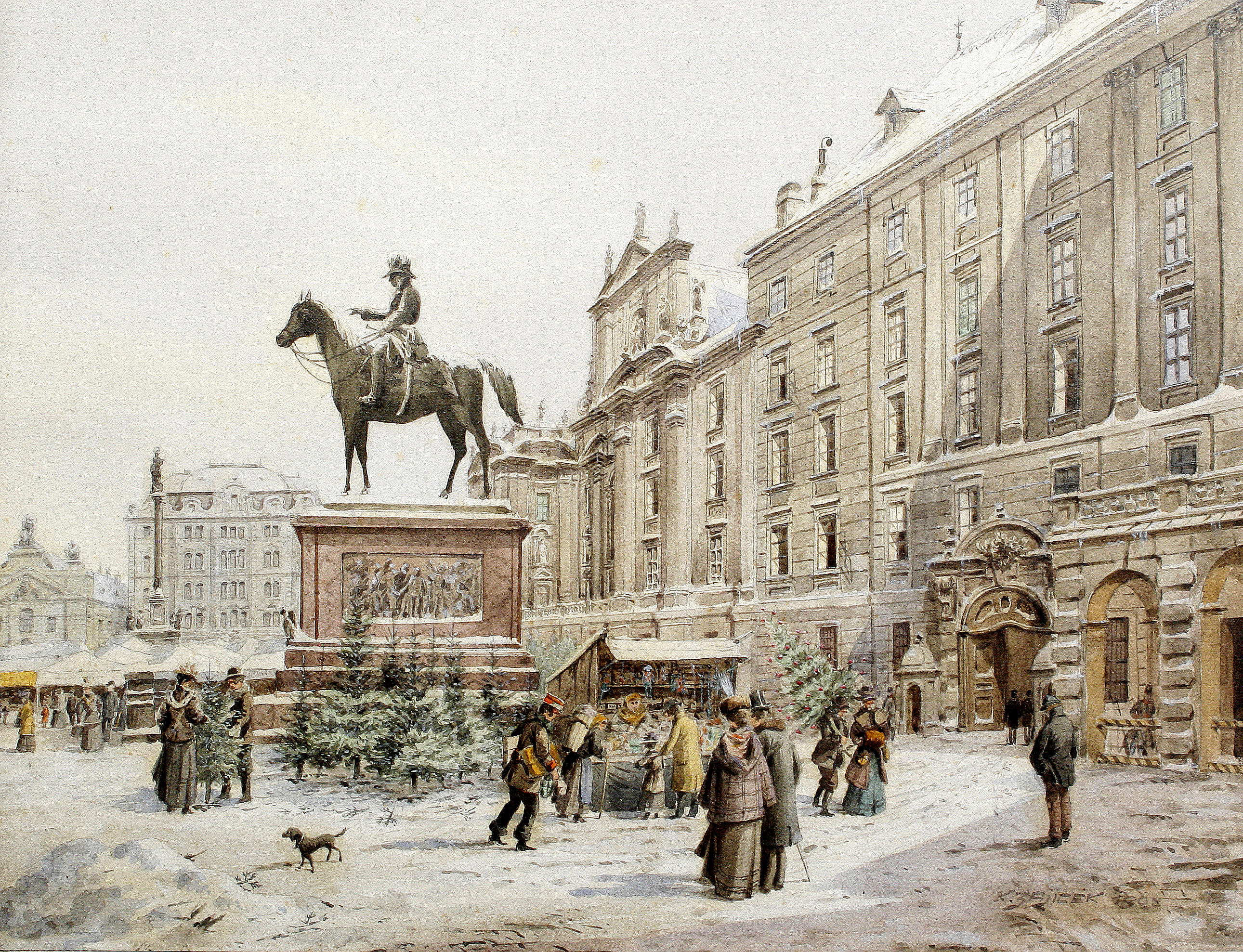
Mercatino natalizio a Vienna nel 1908

A Salisburgo si hanno notizie di un mercatino di San Nicola, che aveva luogo davanti al duomo, sin dal XV secolo. La tradizione è stata ripresa nel 1932 e stabilmente, dopo varie vicissitudini e proibizioni, nel 1974 e rivive nel Salzburger Christkindmarkt.
A Vienna, il primo mercatino natalizio fu il "Nikolo-, Weihnachts- und Krippenmarkt", che si svolse sulla piazza di Freyung nel 1722.
Il più famoso mercatino natalizio della capitale austriaca è quello che si svolge annualmente dal 1959 davanti al municipio.

### La tradizione dei cantori della Stella in Austria

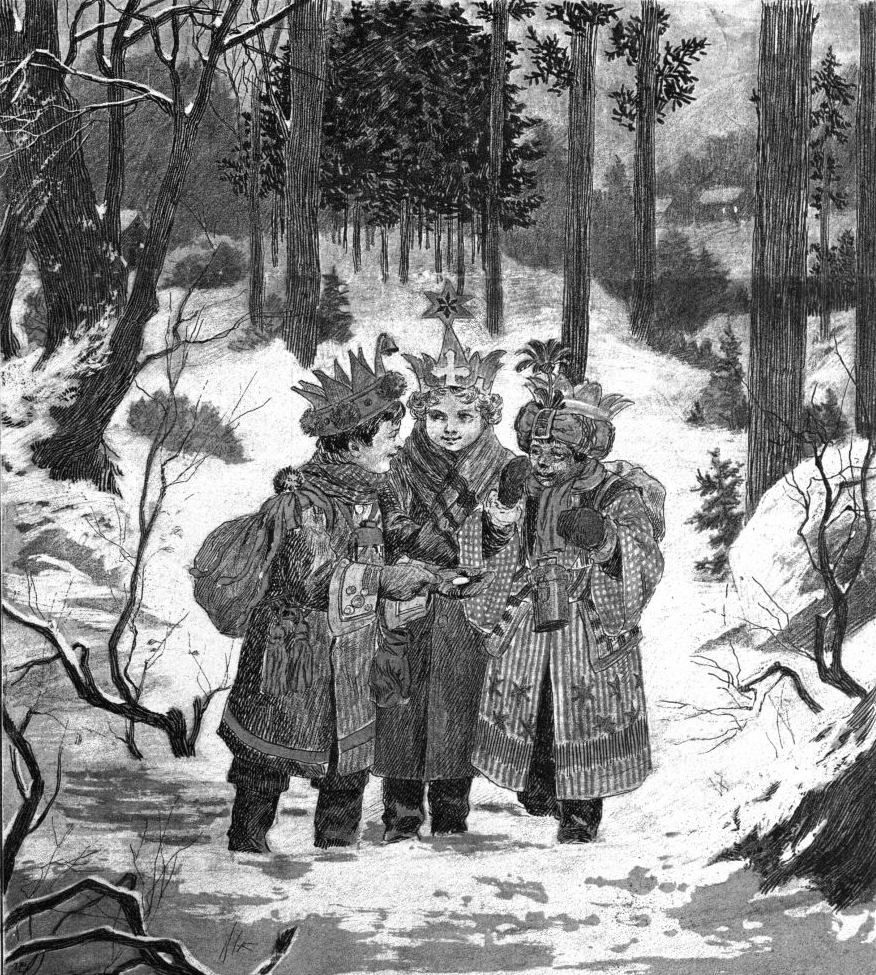
La tradizione dei cantori della Stella in un'illustrazione apparsa in un giornale austriaco nel 1898

In Austria, è diffusa la tradizione dei cantori della Stella.
I cantori della Stella, secondo la tradizione, accompagnavano altre persone vestite da Re Magi e incidevano col gesso sulle porte delle case le lettere C+M+B, interpretabili come le iniziali dei nome dei tre Re Magi o come un'abbreviazione della frase Christus mansionem benedicat, che significa "Cristo benedica la tua casa". Durante la processione, i cantori della Stella intonano le parole: Den Stern trag ich in euer Heim, sein Licht soll immer bei euch sein, ovvero "Porto la Stella nella vostra casa, che la sua luce rimana da voi per sempre".
A Vienna queste tradizioni furono riportate in vita nel 1946/1947 da Franz e Käthe Pollheimer allo scopo di raccogliere fondi per la ristrutturazione della Cattedrale di Santo Stefano, che era stata gravemente danneggiata da un incendio e dai bombardamenti durante la seconda guerra mondiale, e per una missione. Cinque anni dopo, la processione dei cantori della Stella diretti alla cattedrale fu accompagnata da migliaia di cittadini e fu seguita dai media: questo evento servì da traino per la riscoperta e la diffusione della tradizione presso i giovani cattolici.

### Rauhnächte
In Austria, i Dodici Giorni di Natale, in particolare il 24 dicembre, il 31 dicembre e il 5 gennaio, a cui si può aggiungere una data precedente, il 21 dicembre (giorno di San Tommaso), vengono chiamati Rauhnächte, ovvero "notti fumose".
Si riteneva che queste notti fossero popolate di demoni e spiriti maligni, per scacciare i quali il capo famiglia doveva disinfestare la casa e le stalle utilizzando il fumo proveniente da brace alla quale dovevano essere aggiunti dell'incenso, dei ramoscelli d'ulivo utilizzati a Pasqua e delle erbe consacrate.

### Altre tradizioni
Tra le altre tradizioni, vi è quella dei ramoscelli di Santa Barbara (Barbarazweige), dei rami di ciliegio che vengono intagliati il 4 dicembre, giorno di Santa Barbara, e messi nell'acqua calda con la speranza che possano fiorire già il giorno della Vigilia di Natale.
A partire dal 1986, è diventata un annuale tradizione in Alta Austria quella di importare una lampada accesa nella grotta di Betlemme: questa tradizione viene chiamata "luce della pace".

## Gastronomia
Essendo la Vigilia di Natale considerato dalla Chiesa cattolica un giorno di digiuno, in cui dovrebbe essere precluso il consumo di carne, il piatto principale della Vigilia di Natale per gli austriaci è solitamente la carpa fritta.
I piatti di carne sono tuttavia molto popolari, in particolare il tacchino e l'anatra arrosto, nota per l'occasione come Weihnachtsgans ("anatra di Natale).
In Alta Austria, nel Salisburghese è in Tirolo, tra i piatti tipici della cena della Vigilia di Natale, figurano, oltre alla già citata carpa, la zuppa di würstel (Würstelsuppe), che oltre ai würstel contiene pasta, ortaggi, levistico, spalla di bovino e il Buchtel, una focaccina dolce di pasta lievitata.

## Musica natalizia

### Canti natalizi tradizionali originari dell'Austria

#### Stille Nacht, heilige Nacht

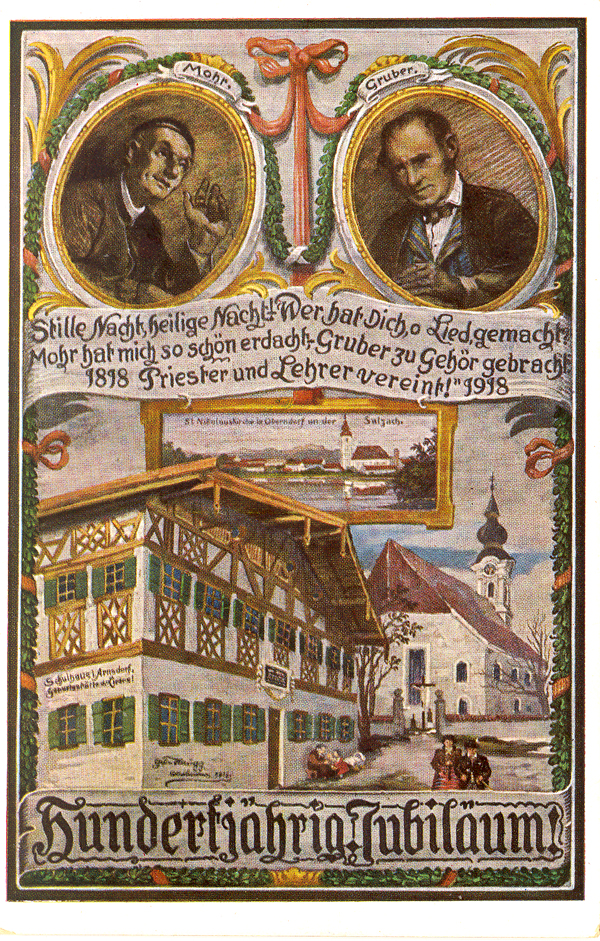
Manifesto per il centenario di Stille Nacht, heilige Nacht

Originario dell'Austria è il celebre canto natalizio Stille Nacht, heilige Nacht, dichiarato dall'UNESCO patrimonio mondiale dell'umanità e tradotto in 140 lingue.
Questo canto natalizio venne infatti eseguito per la prima volta a Oberndorf, un villaggio della Bassa Austria, dove la Vigilia di Natale del 1818. Autori furono Joseph Mohr, parroco di Oberndorf, che avevo scritto il testo in forma di poesia due anni prima a Mariapfarr (dove aveva esercitato nei suoi primi due anni di sacerdozio), e il suo organista, Franz Xaver Gruber, che compose la melodia.
I due autori eseguirono il brano durante la messa di mezzanotte nella chiesa del loro paese: in quell'occasione, Mohr, accompagnò il canto alla chitarra (il brano venne appositamente riarrangiato), dato che l'organo della chiesa non funzionava.
La successiva popolarità del brano, non solo in Austria, ma anche in Germania, si deve a un musicista che era di passaggio a Oberndorf e che rinvenne lo spartito a due anni di distanza dalla composizione.

## Il Natale nella cultura di massa dell'Austria

### Radio
In Austria, nel giorno della Vigilia di Natale, è tradizione annuale la trasmissione di jingle e canti natalizi da parte dell'emittente radiofonica nazionale Ö3, irradiati a partire dalle ore 16.

## Aspetti-socio economici
In Austria, si stima che mediamente i ricavi nel commercio legati alle festività ammontino a circa 2 miliardi di euro, metà dei quali riguardano l'acquisto di regali.,

## Galleria d'immagini

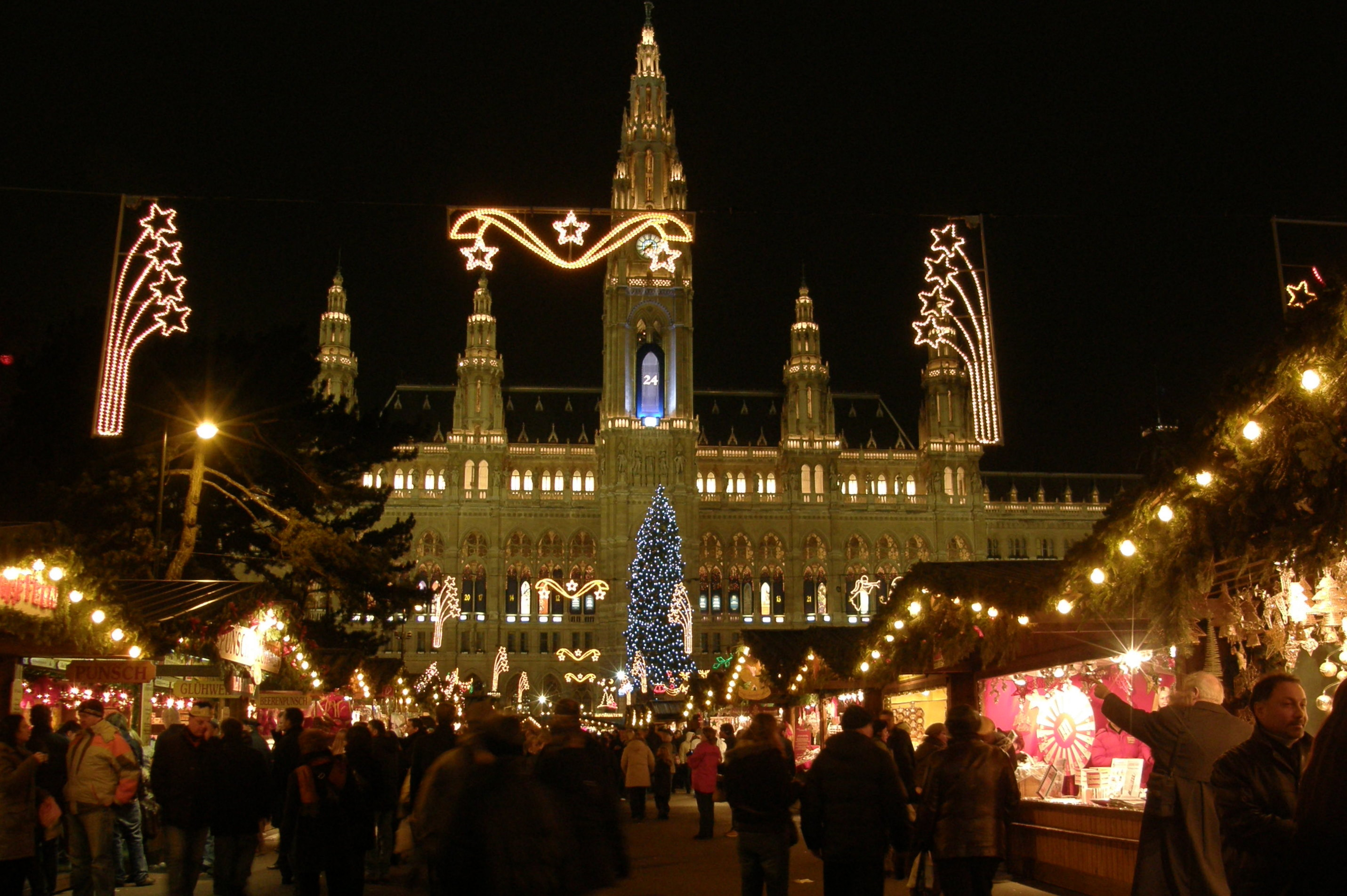
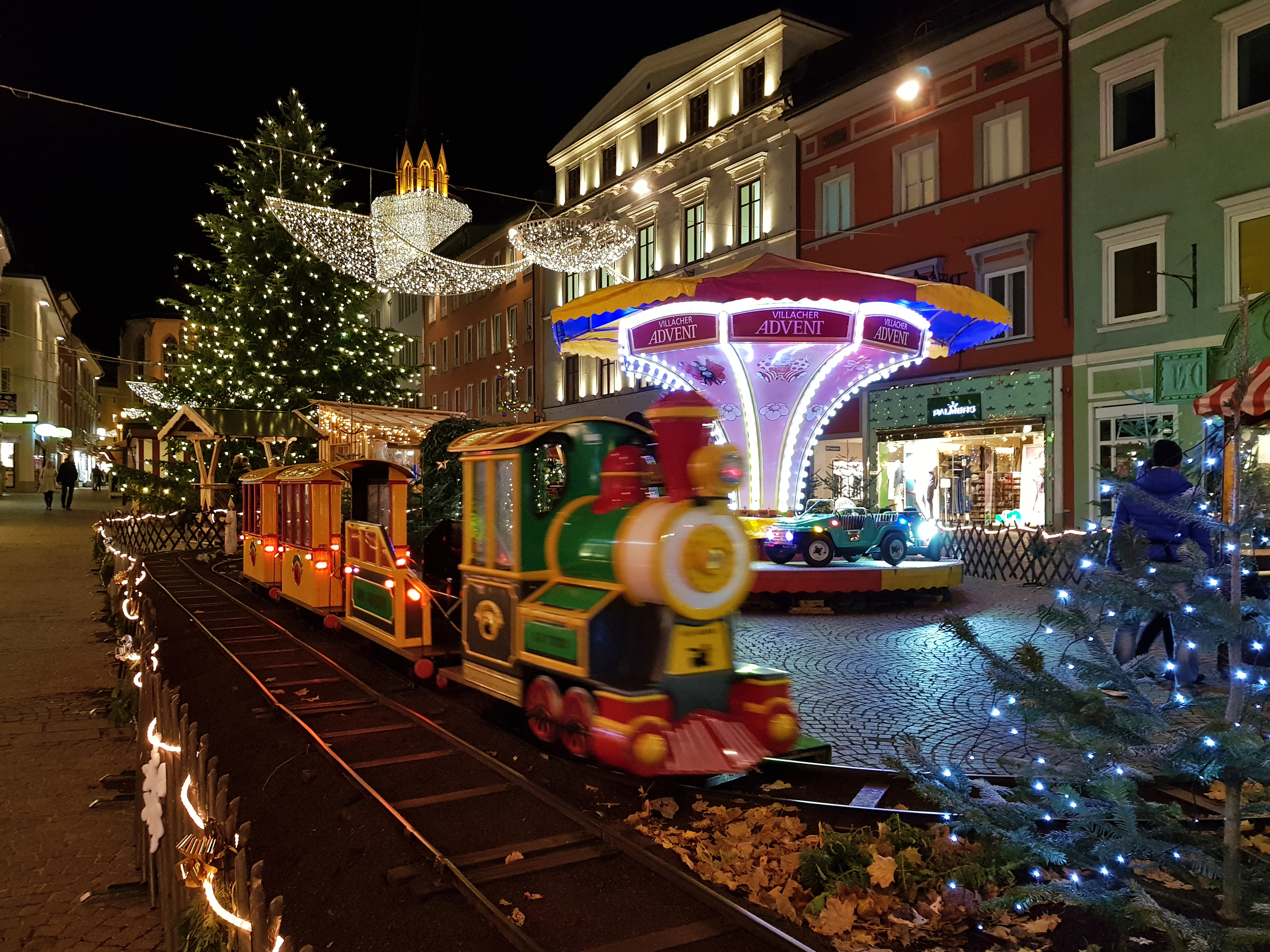
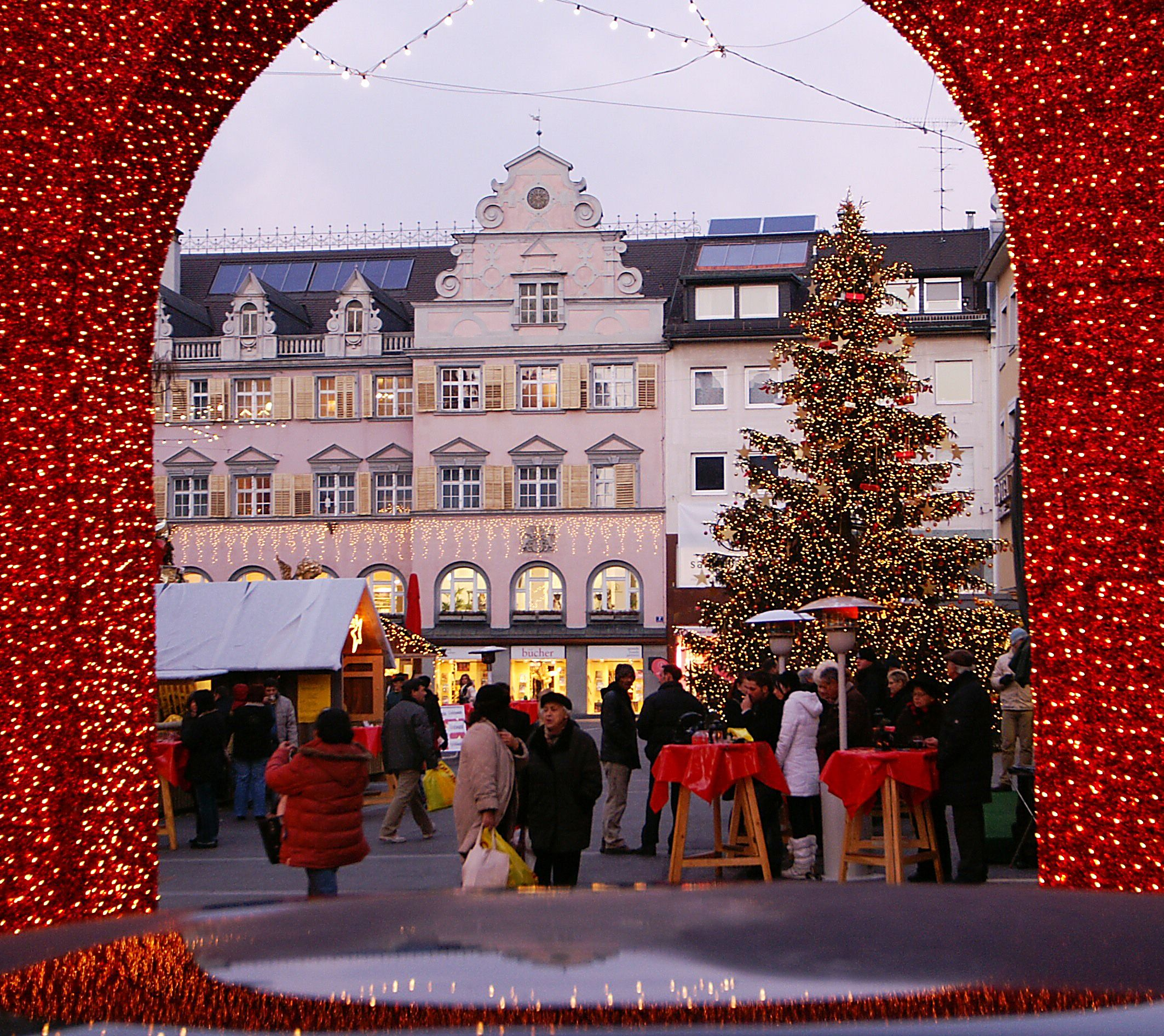
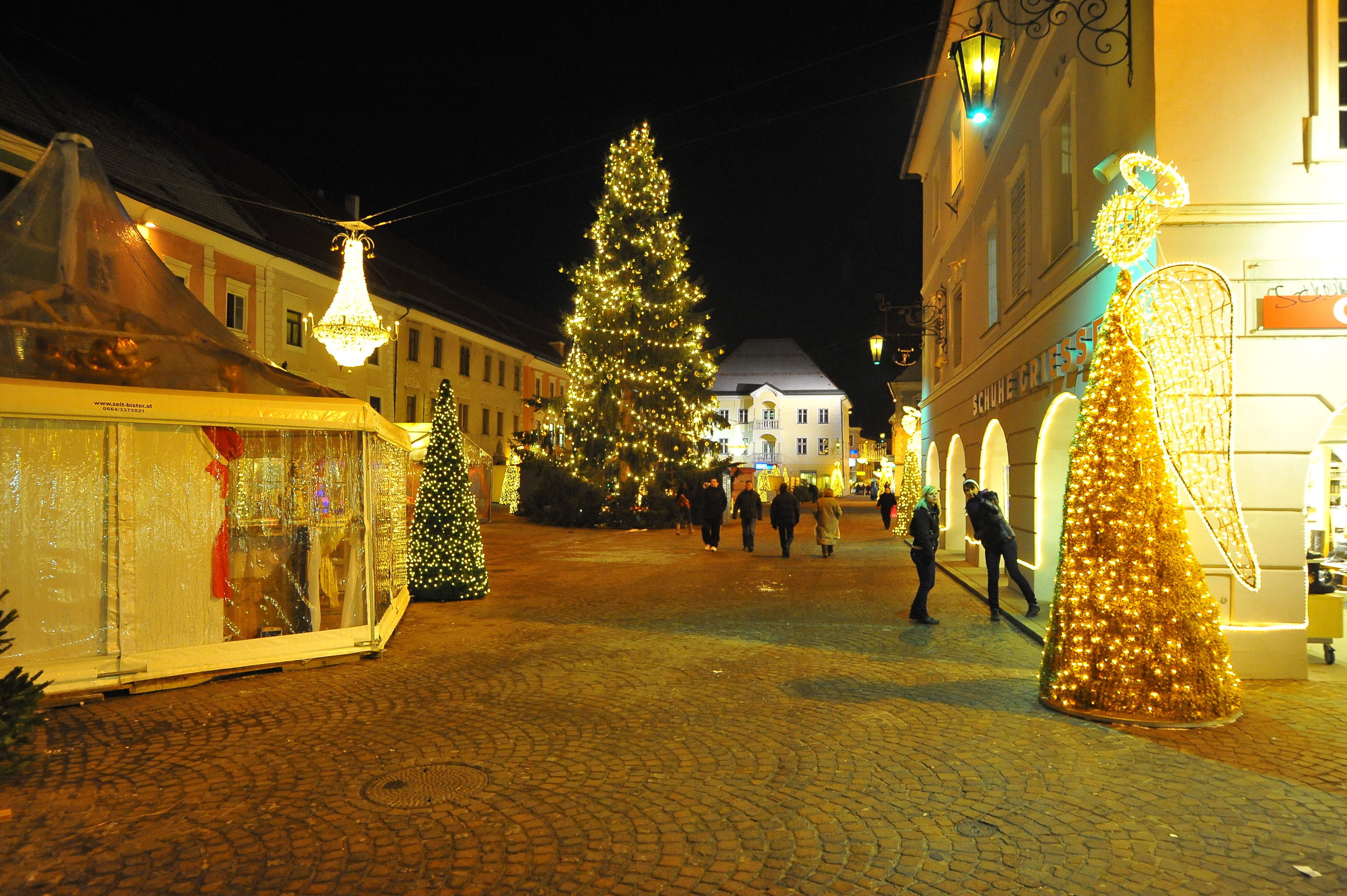

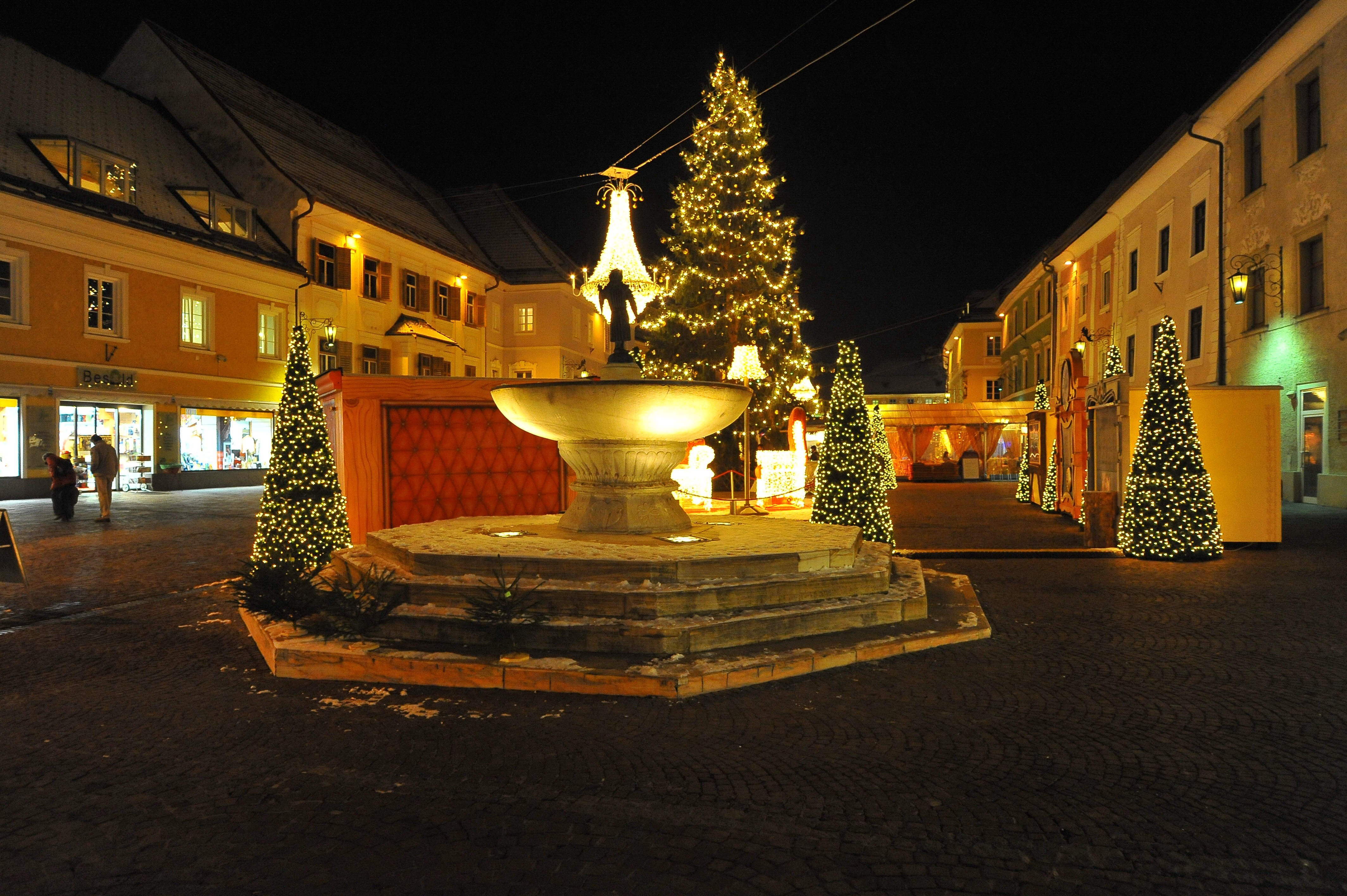
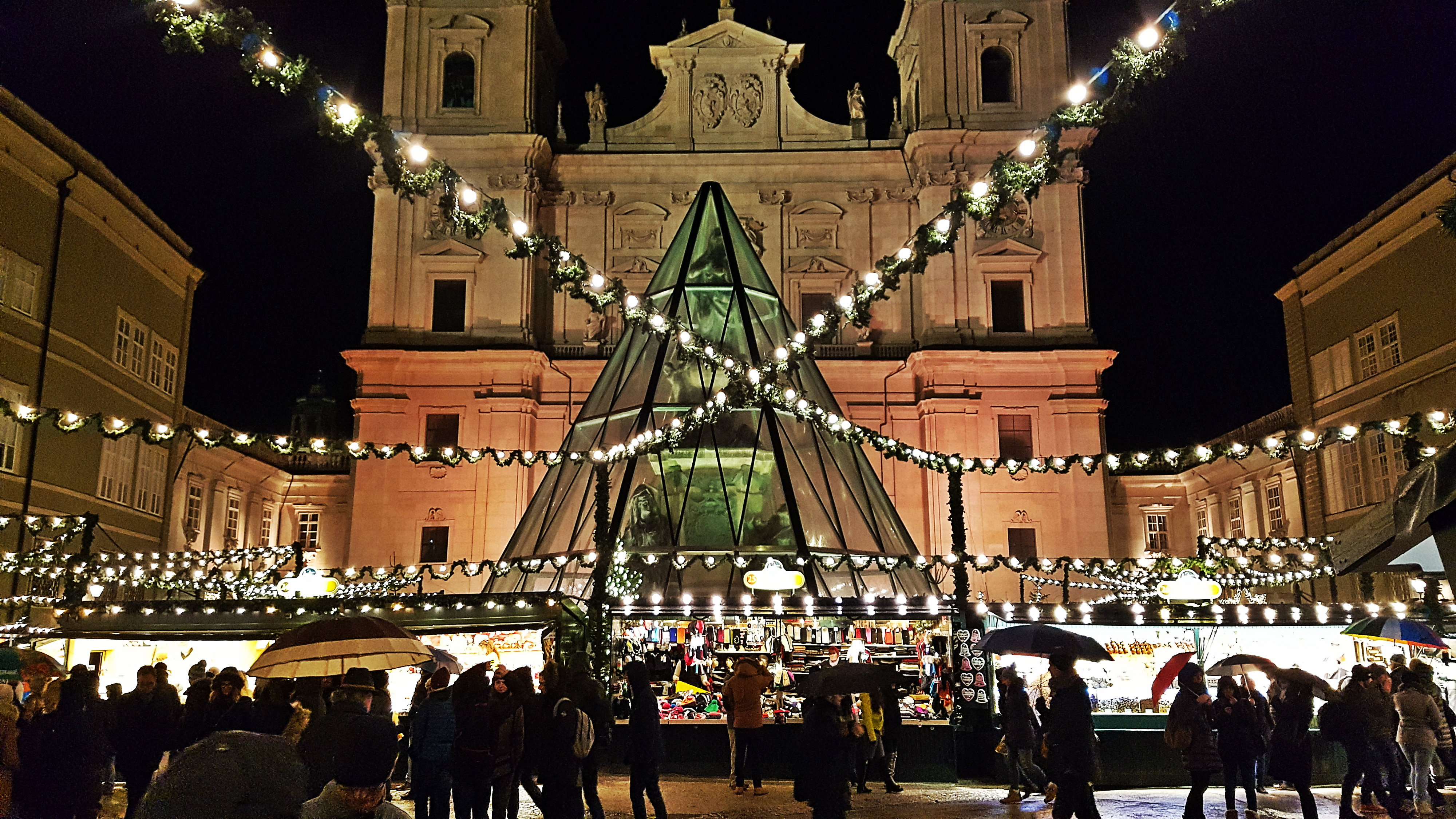
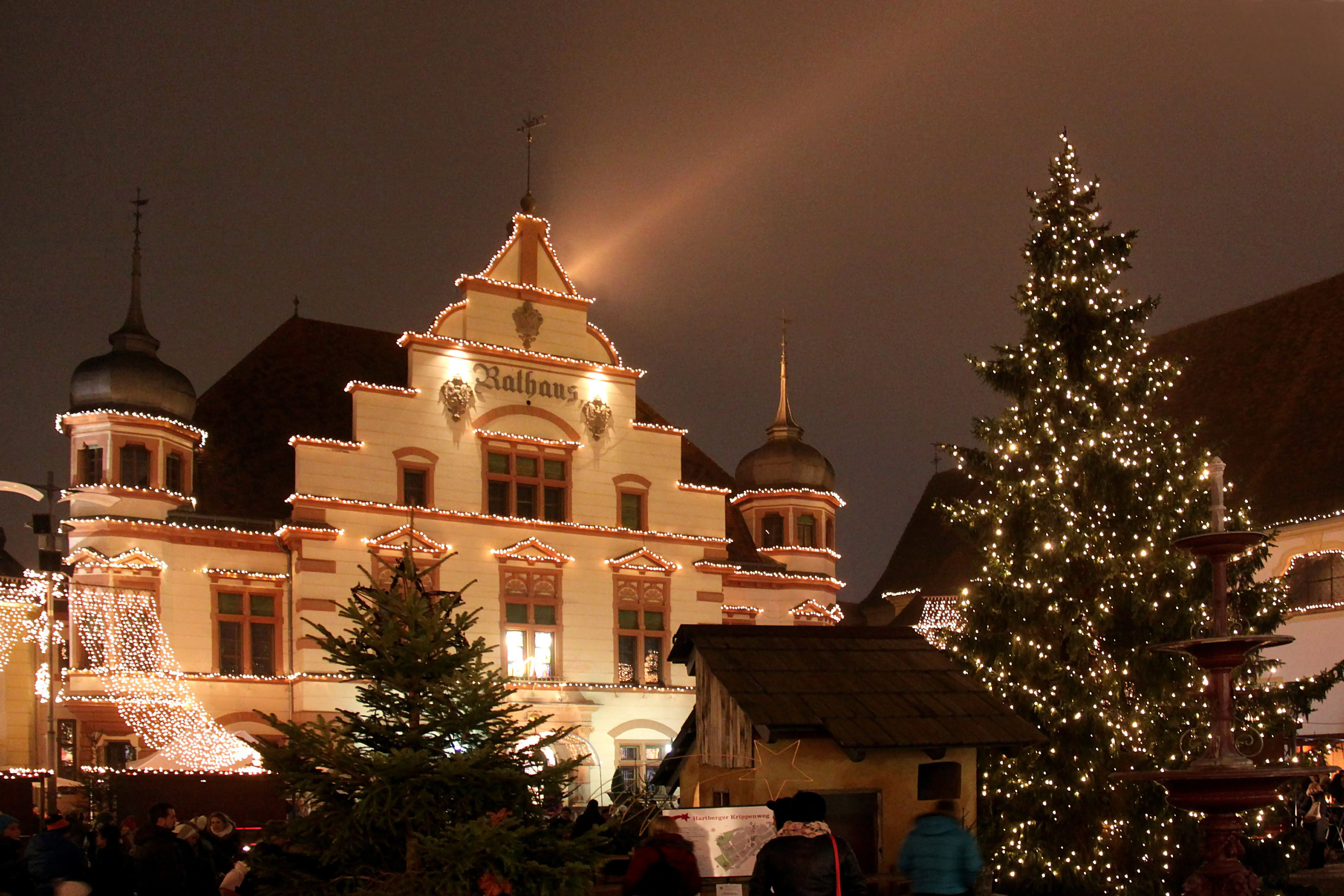
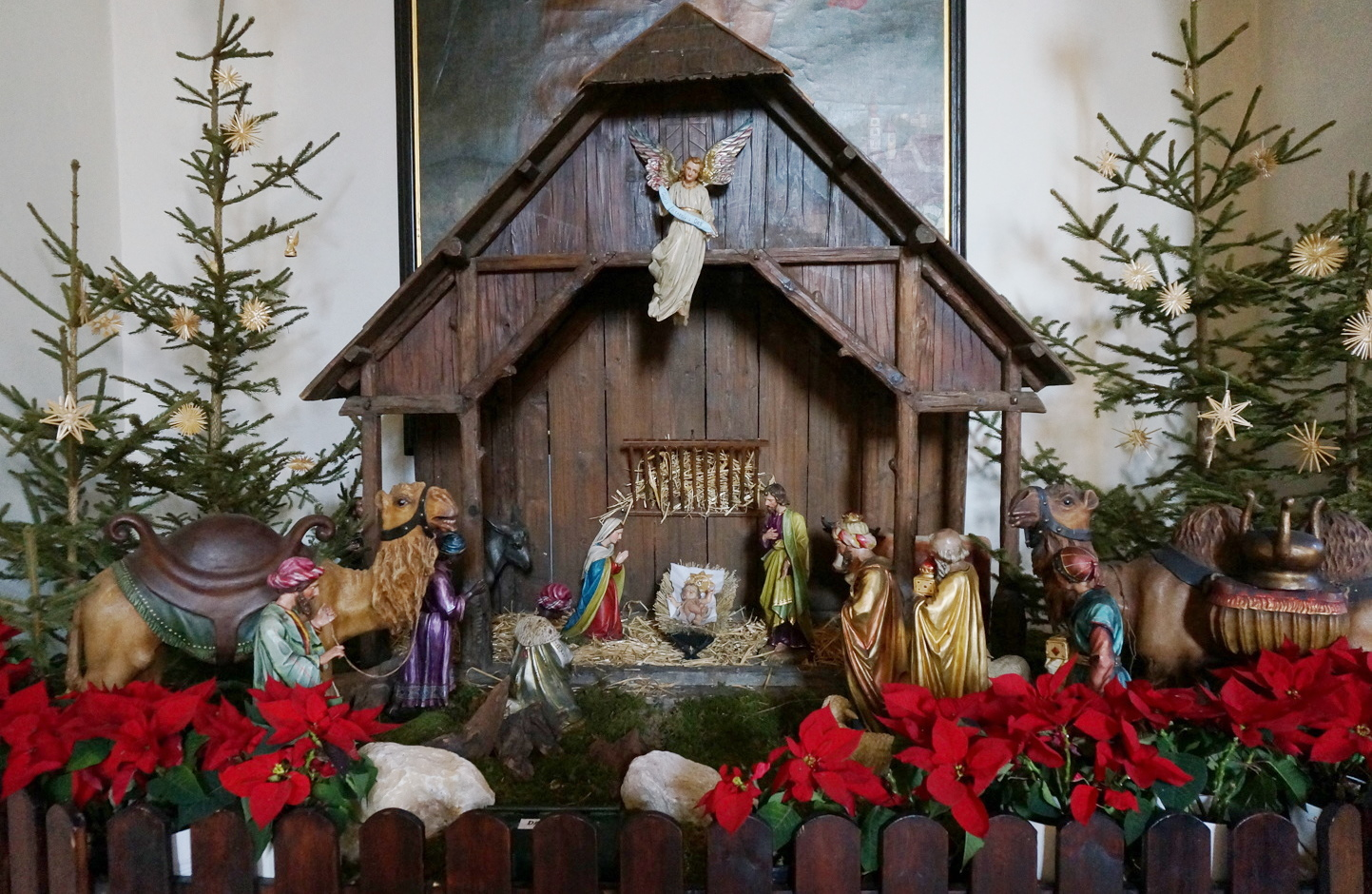

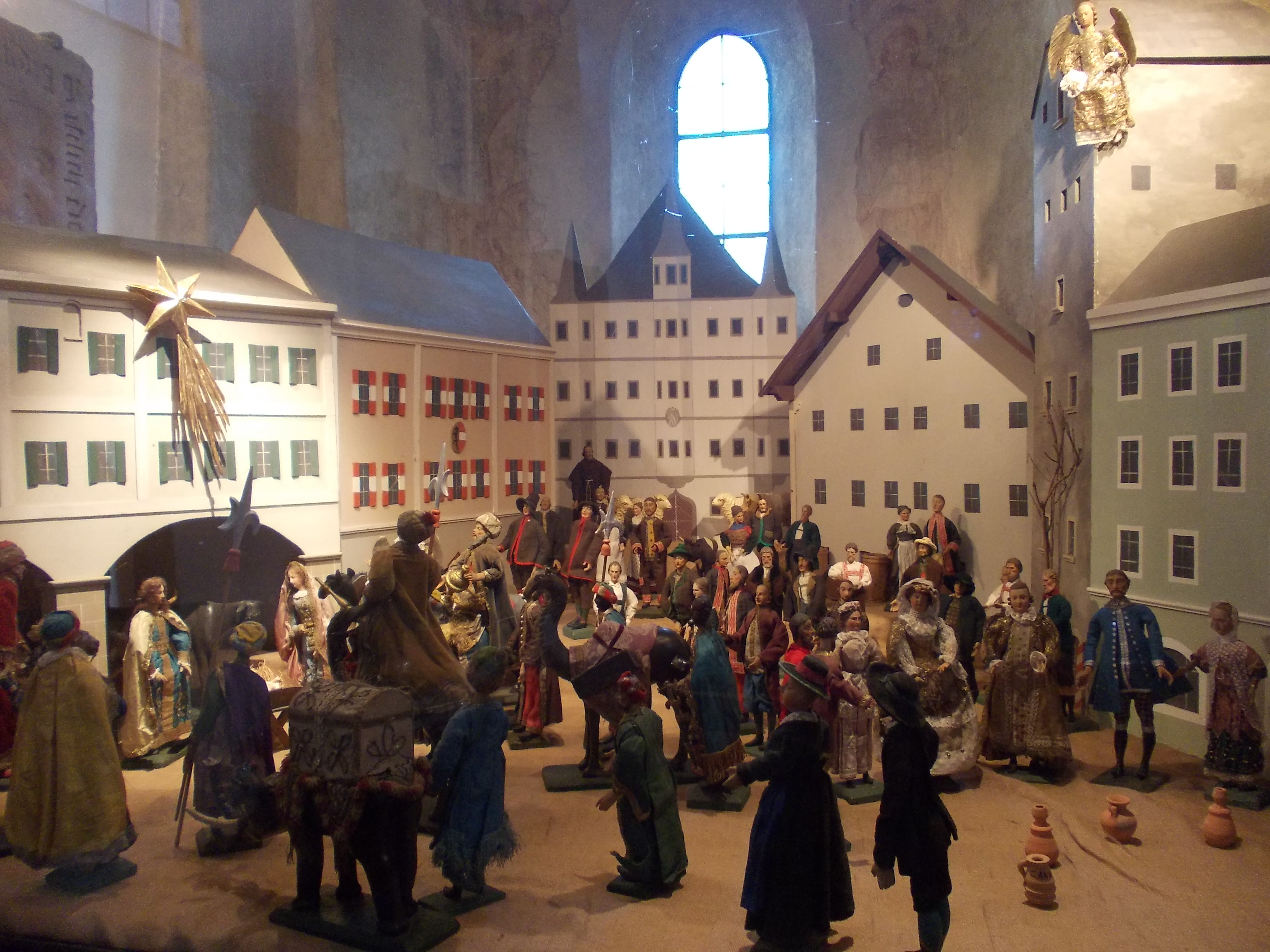
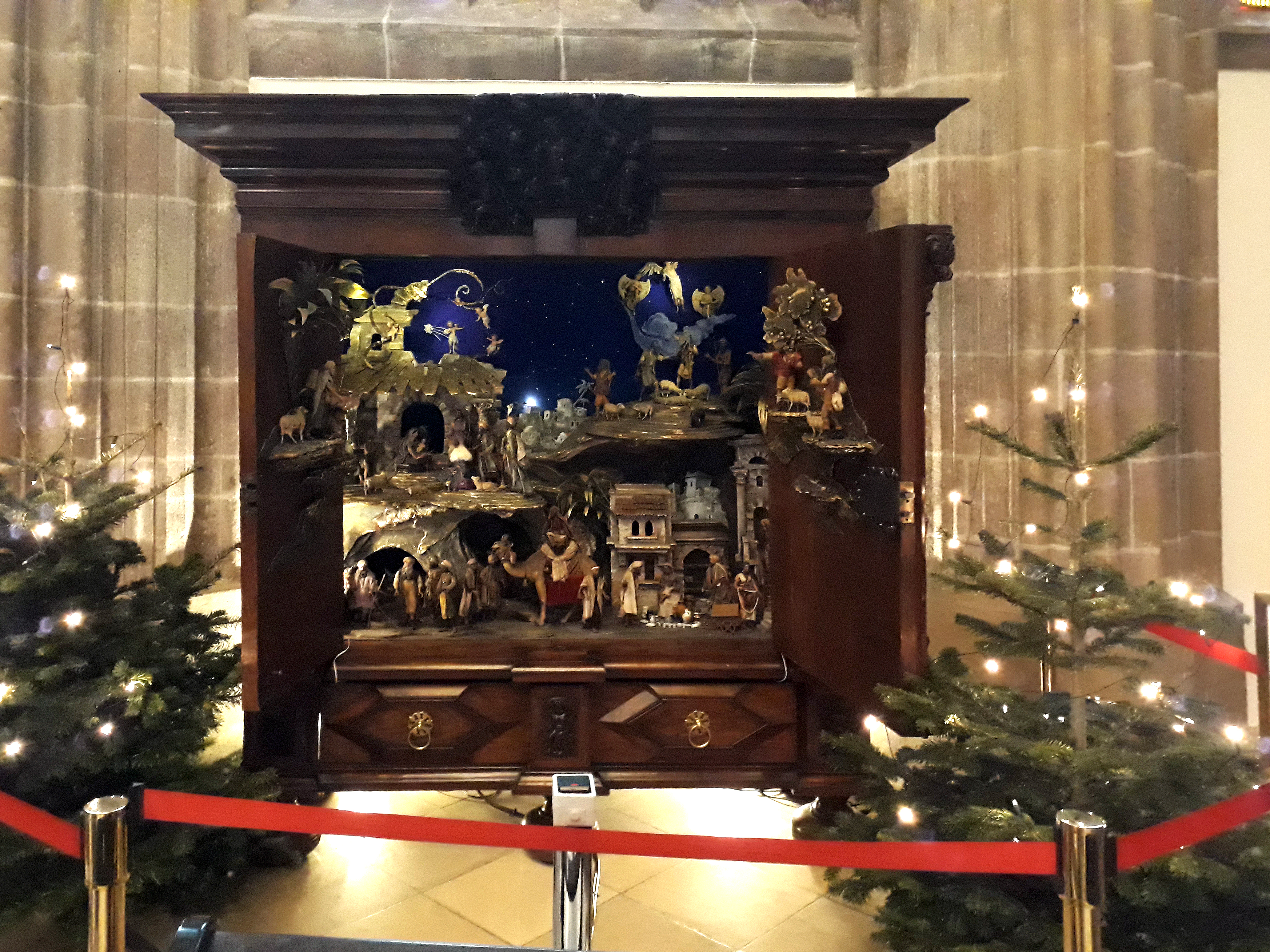
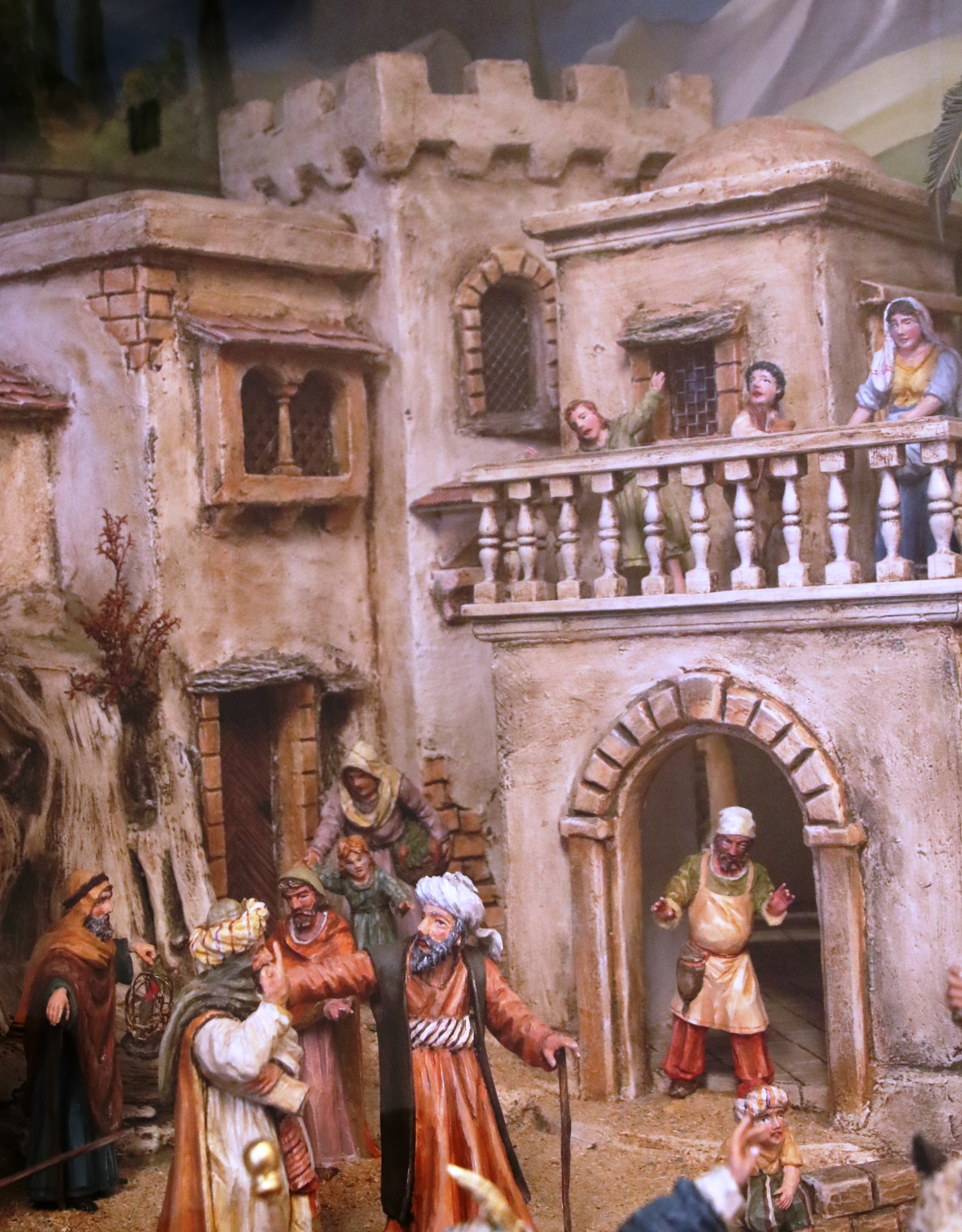
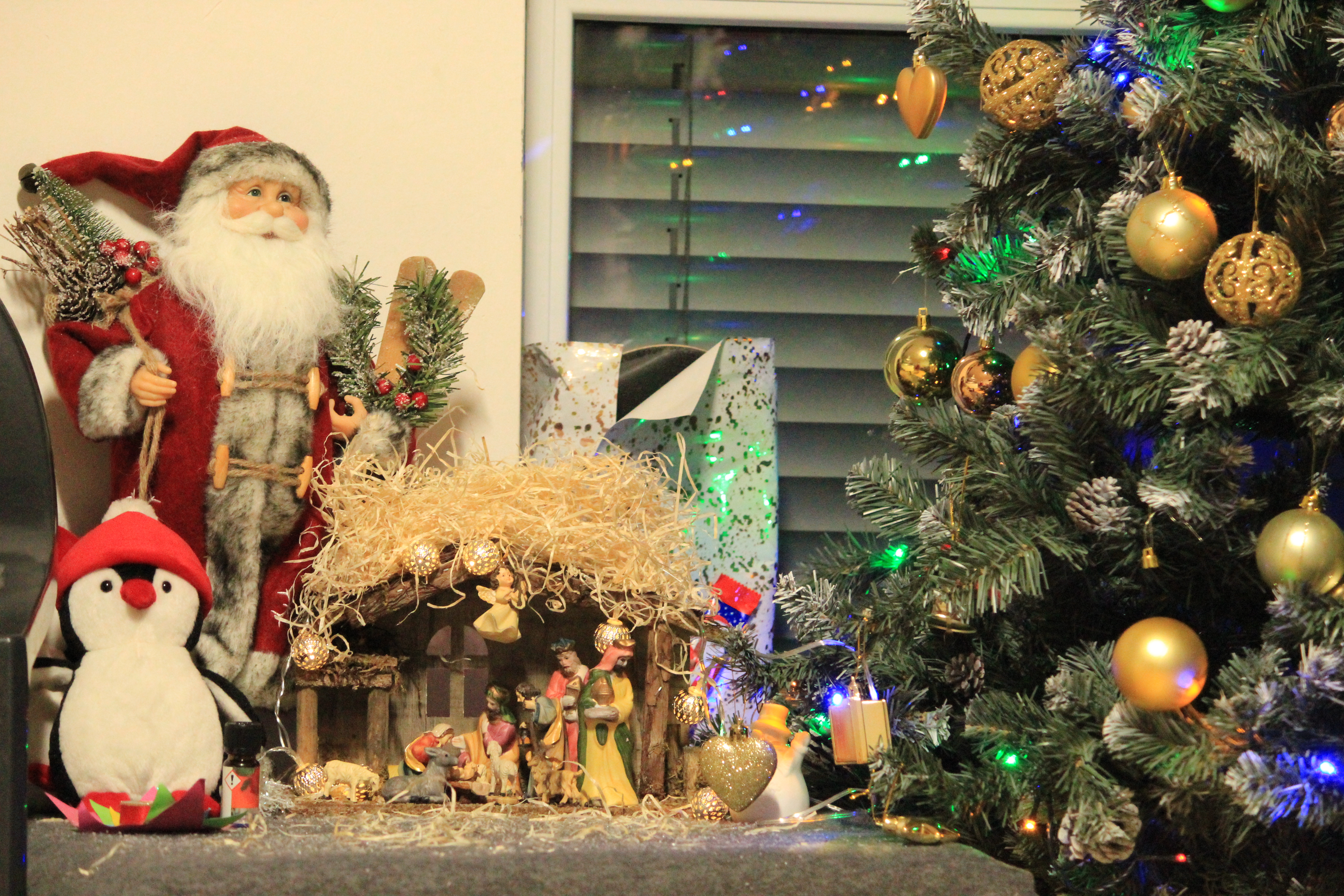